# Yigoga mirabica
Yigoga mirabica là một loài bướm đêm trong họ Noctuidae.